# 热水塘站
热水塘站是位于云南省红河哈尼族彝族自治州弥勒市五山乡的一个铁路车站，邮政编码652311。车站建于1909年，有昆河铁路经过该站，现不办理正式客运，办理货运业务，车站及其上下行区间均未电气化。车站距离昆明北站183公里，隶属昆明铁路局，是四等站。本站于2015年5月20日关闭。